# 普光寺磨崖仏

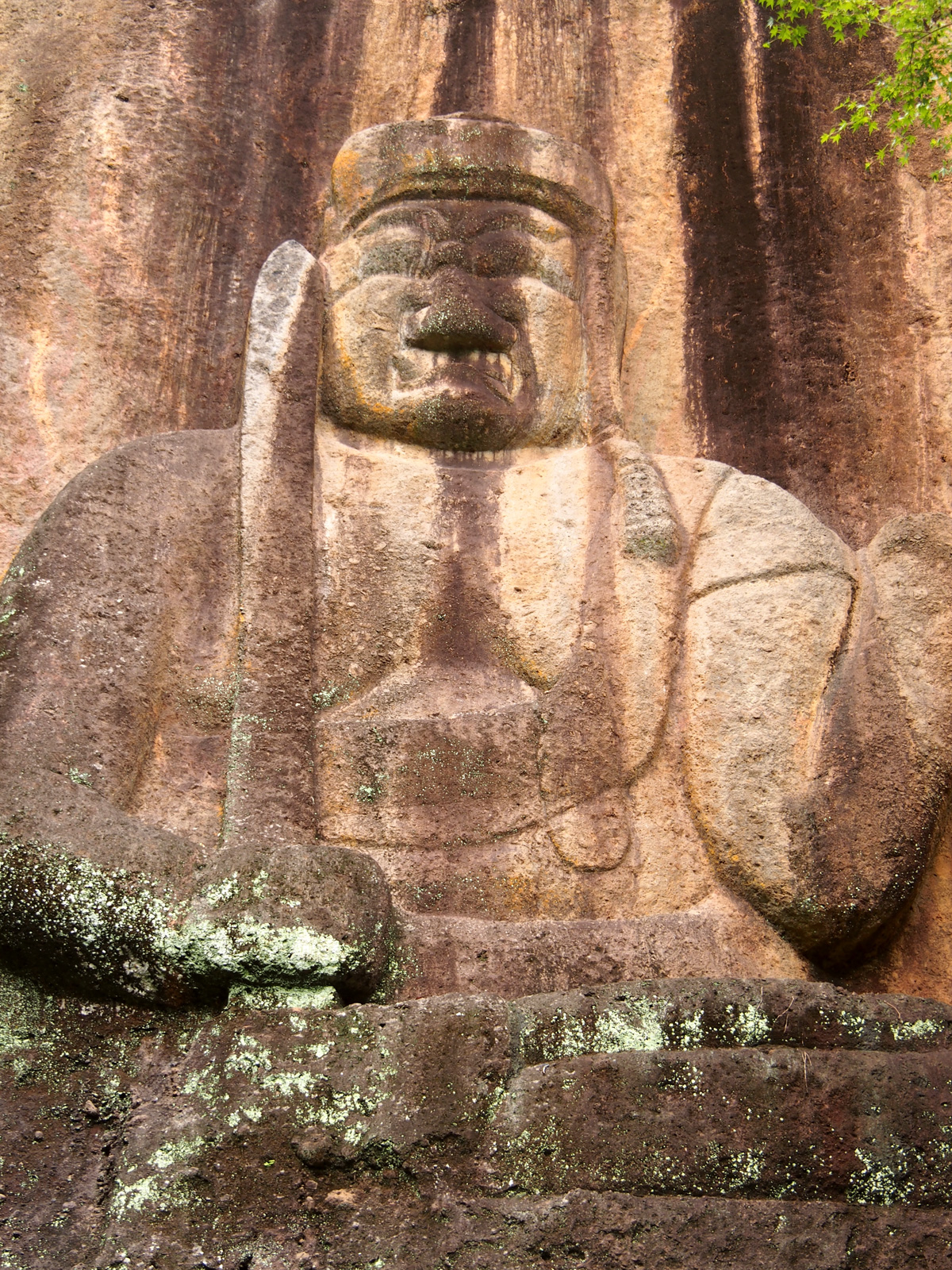
普光寺磨崖仏不動明王

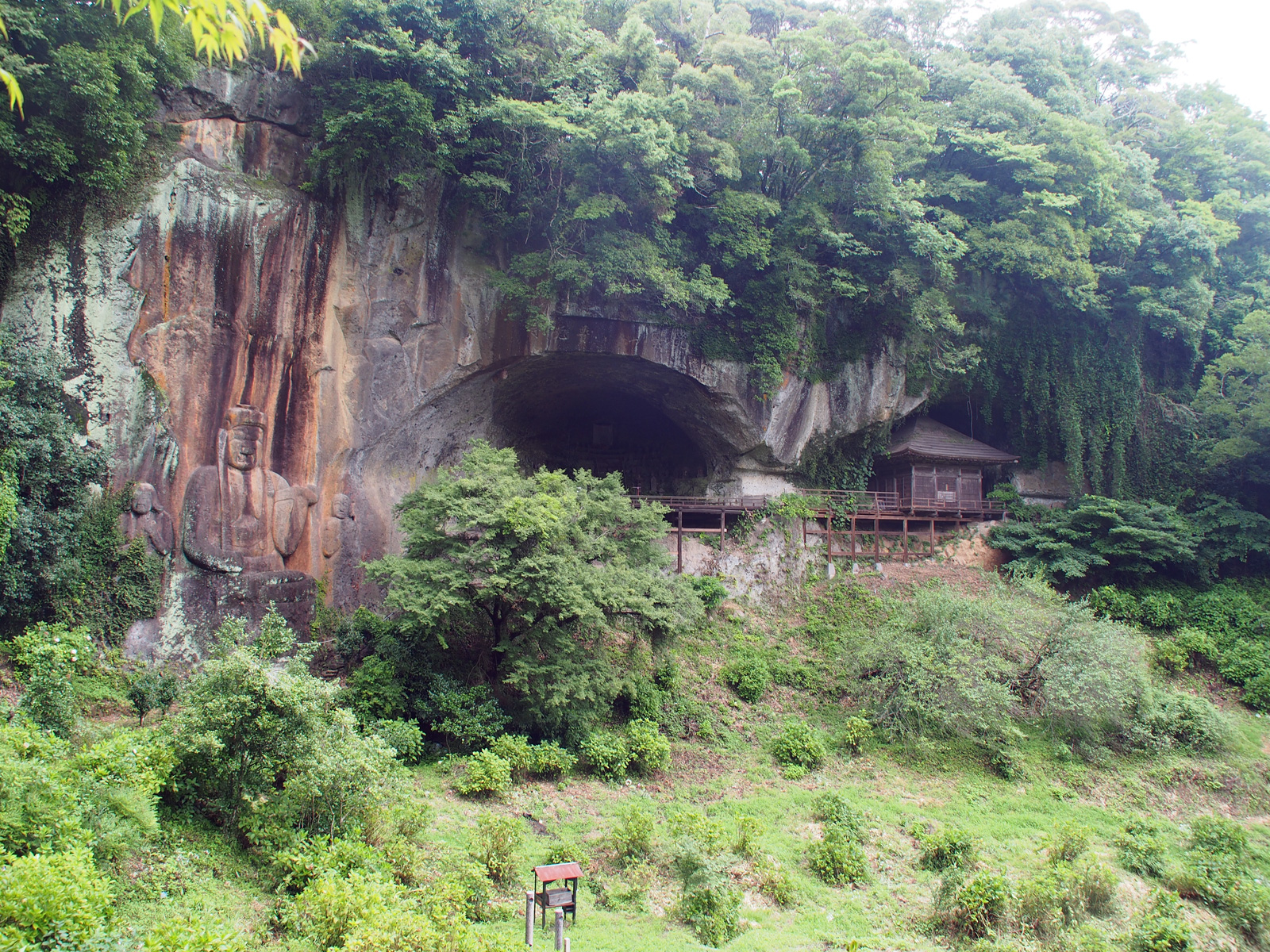
普光寺磨崖仏遠景

普光寺磨崖仏（ふこうじまがいぶつ）は、大分県豊後大野市朝地町上尾塚の普光寺境内にある鎌倉時代の磨崖仏である。大分県の史跡に指定されている。
高さ11.4mと、大分県内最大で、日本国内でも最大級の磨崖仏である不動明王像を中心に、両脇に矜羯羅童子、制吒迦童子像が配されている。
さらに右手には2つの龕があり、左側の龕には丸彫りの大日如来像他の仏像が安置されるとともに、側壁に阿弥陀如来、小矜羯羅童子、小不動明王、小制吒迦童子像が彫られている。また、右側の龕には懸造りの護摩堂が建造されており、側壁には多聞天像が浮き彫りにされている。